# Simon Mazière
Pour les articles homonymes, voir Mazière.
Simon Mazière est un sculpteur français, né en 1649 à Pontoise, et décédé en 1722. Il a réalisé de nombreuses sculptures pour le parc du château de Versailles, .

## Œuvres
L’essentiel de son œuvre est pour Versailles, aussi bien pour des décorations et ornements, que pour des figures monumentales : Acheloüs, Syrinx, Silène et Bacchus, Junon, Enfants à l’oiseau, Dieu Pan. Simon Mazière est l’auteur de plusieurs bas-reliefs pour la chapelle royale du château et de figures décoratives pour les façades du château (Cosmographie, Trois chevaux, Céres).
Il travaille aussi pour les châteaux de Marly, de Meudon et de Fontainebleau.
Mazière intervient pour l’église des Invalides (Saint Alippe) et la cathédrale Notre-Dame de Chartres, où il exécute sept groupes pour la clôture du chœur (Trahison de Judas, Jugement de Ponce Pilate…).
Il est l’auteur des monuments funéraires de Jean Le Camus (1710) et de Nicolas Mesnager (1715), œuvres disparues
| Année     | Nom de l'œuvre             | Description      | Situation                                    | Commanditaire                       | Photo             |
| 1689      | Le dieu Pan                | Statue en marbre | Parc du Château de Versailles                |                                     | Pan               |
| 1688      | Le Printemps               | Statue en marbre | Parc du Château de Versailles                |                                     | Printemps         |
| 1685-1694 | Groupe d'enfants           |                  | Parc du Château de Versailles                | Œuvre commune avec Balthazar Keller |                   |
| 1688      | Acheloüs                   | Statue en marbre | Parc du Château de Versailles                |                                     |                   |
| 1684      | Silène et le jeune Bacchus | Statue en marbre | Parc du Château de Versailles                |                                     |                   |
|           | Junon                      | Statue en marbre | Parc du Château de Versailles                |                                     |                   |
| 1685-1693 | Syrinx                     | Statue en marbre | Le Tapis vert, parc du Château de Versailles |                                     | Syrinx            |
| 1710-1714 | Compagne de Diane          |                  | Musée du Louvre                              |                                     | Compagne de Diane |